# ميرميران (أوزبكستان)
ميرميران هي بلدة في مقاطعة قمشي في ولاية قشقداريا في أوزبكستان.